# Ole Scheeren

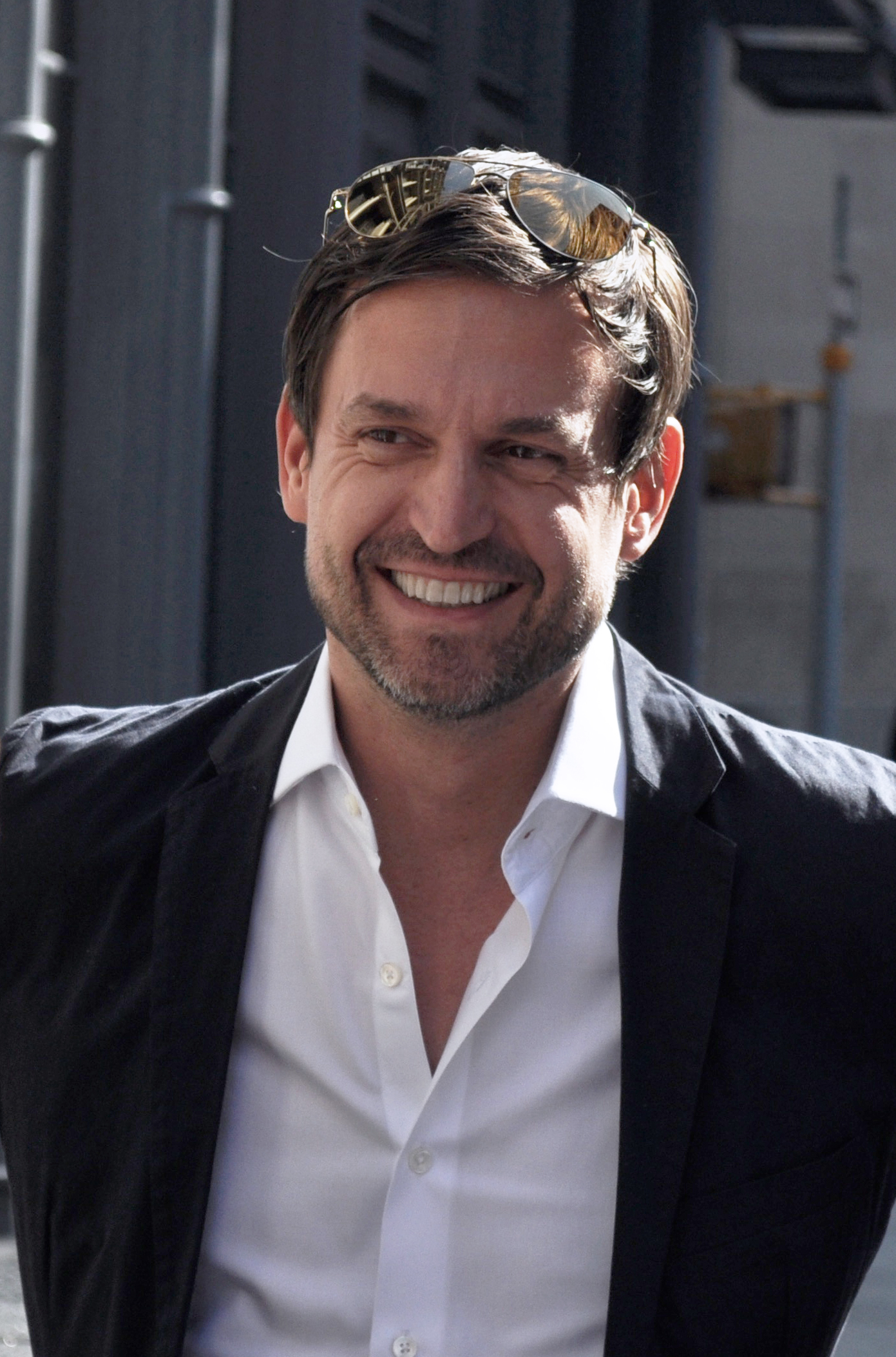
Ole Scheeren (2016)

Ole Scheeren (* 1971 in Karlsruhe) ist ein deutscher Architekt. Seit März 2010 führt er sein eigenes Architekturbüro Büro Ole Scheeren mit Niederlassungen in London, New York, Peking und Hongkong sowie seit Ende 2015 in Berlin-Moabit und Bangkok.

## Leben und Werk
Ole Scheeren ist der Sohn des Architekten Dieter Scheeren, der an der Hochschule RheinMain als Professor für Architektur und Bauingenieurwesen tätig war. Bereits mit 14 Jahren arbeitete er im Büro seines Vaters mit. Er entwarf Möbel und schloss mit 21 Jahren sein erstes Architekturprojekt ab. Als Zwanzigjähriger reiste er mit dem Rucksack durch das ländliche China. Er lebte dort in armen, einfachen Verhältnissen mit den Einheimischen und verbrachte dort drei Monate vor Beginn seines Studiums. Scheeren studierte in Karlsruhe, Lausanne und London. Hier wurde er an der Architectural Association School of Architecture (AA) für seine Abschlussarbeit mit der RIBA Silver Medal ausgezeichnet.
Nach Projekterfahrungen in Deutschland, New York und London begann Ole Scheeren 1995 seine Arbeit im niederländischen Architekturbüro Office for Metropolitan Architecture (OMA) in Rotterdam. 2002 wurde er Partner und als Direktor des Büros verantwortlich für das gesamte Asiengeschäft. Eines seiner bekanntestes Bauwerk aus der seiner Zeit bei OMA ist das China Central Television Headquarters, die neue Zentrale des staatlichen chinesischen Fernsehsenders China Central Television (CCTV) in Peking. Im März 2010 verließ Scheeren OMA und machte sich selbständig.

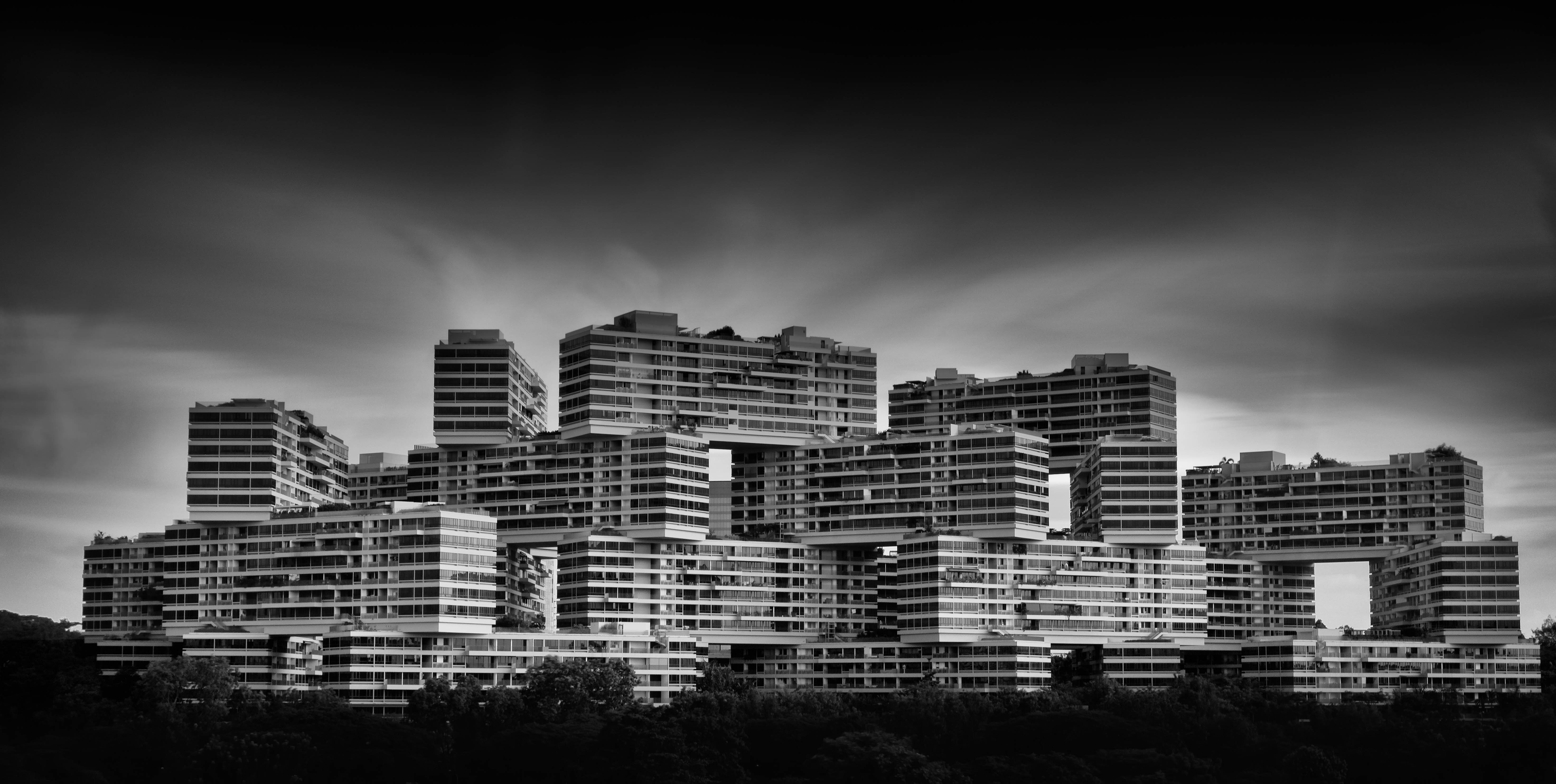
The Interlace in Singapur

Als Leiter von OMA Bejing war er federführend bei Design und Realisierung einiger Neubauten des Chinesischen Staatsfernsehens CCTV (China Central Television) und TVCC (Television Cultural Centre) in Peking sowie des 2018 vollendeten Maha Nakhon, eines die Stadt überragenden, 314 m hohen Turms in Bangkok, und bei The Interlace, einer großflächigen Wohnanlage in Singapur mit 1040 Apartments in 31 Gebäudeblöcken (in hexagonaler Anordnung und übereinander gestapelt).

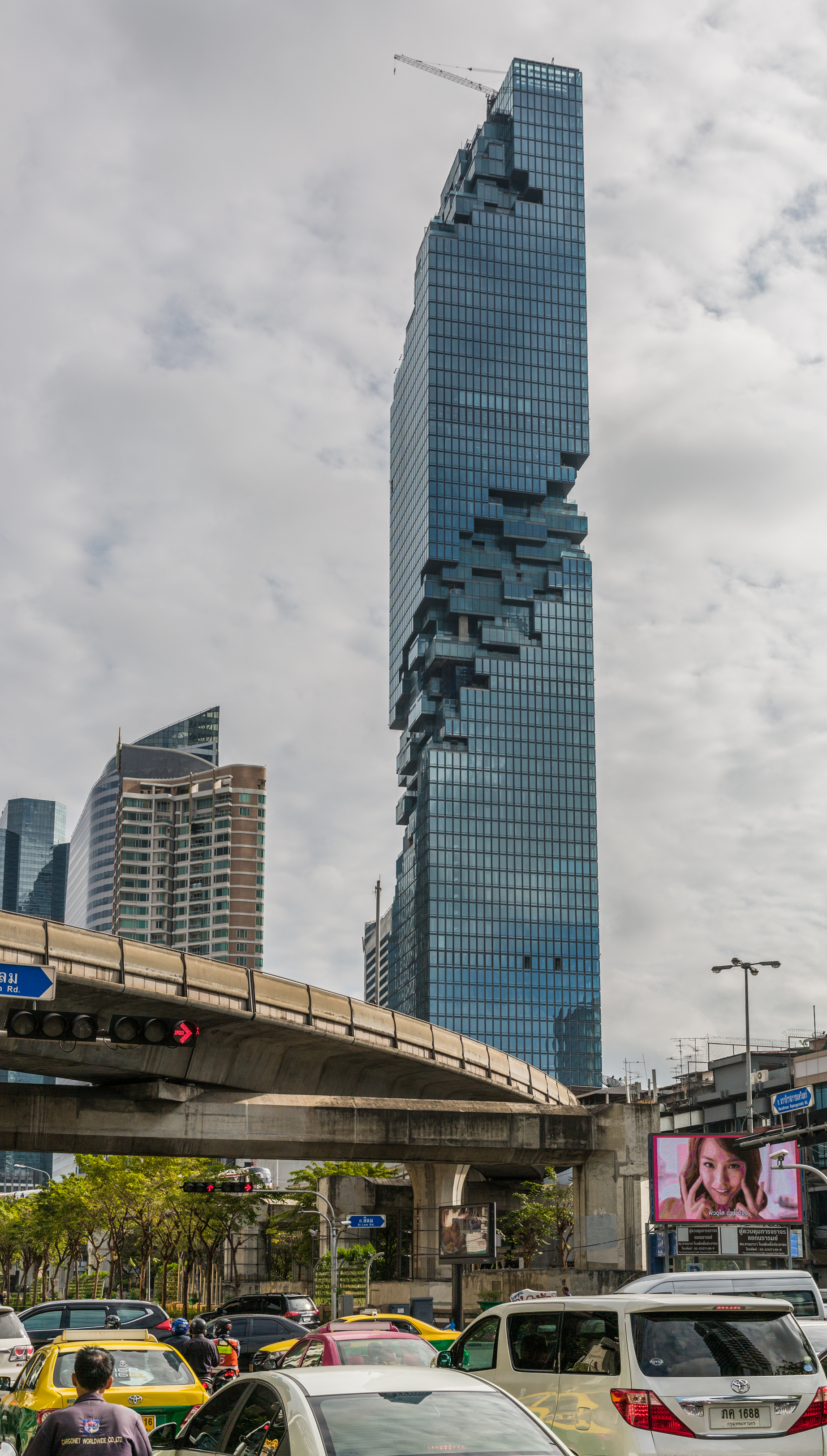
Maha Nakhon in Bangkok, Thailand.

Weitere Projekte waren die gewonnenen Wettbewerbe für das Taipei Performing Arts Centre in Taiwan und das neue Stadtzentrum von Shenzhen in China. Zuvor zeichnete Ole Scheeren unter anderem verantwortlich für die Realisierung der Prada Epicenter Flagship Stores in New York (2001) und Los Angeles (2004). Wegen seiner Hochhäuser wird er auch scherzhaft „Herr der Türme“ genannt, eine Bezeichnung, die er wie alle anderen Namen als „Etiketten“ ablehnt.
2011 gewann sein Büro die Ausschreibung für ein Auktionshaus (Guardian Art Center) nahe der Verbotenen Stadt in Peking. Hinter einer betont zurückhaltenden Außenfassade, welche die Ziegelsteinstruktur der angrenzenden Hutong-Häuser aufnimmt, befinden sich unterirdische, holzgetäfelte Auktionssäle, ein Innenhof mit einer chinesischen Gartenlandschaft, eine beliebig unterteilbare Halle für Ausstellungen sowie ein Hotel in den oberen Etagen.
2018 wurde die Zwillingstürme DUO in Singapur fertiggestellt. Die beiden Türme sind so gestaltet, dass in deren Mitte kreisförmige öffentliche Räume entstehen.
Im Jahr 2015 beauftragte der Immobilienentwickler BOSA Ole Scheeren mit dem Bau eines Wohnhauses names „Fifteen Fifteen by Ole Scheeren“ in Vancouver. In Ho-Chi-Minh-Stadt, Vietnam, plant Ole Scheeren außerdem das Hochhauskomplex „Empire City“. Es wird Wohnungen, ein Hotel und eine Aussichtsplattform enthalten. In Shenzhen baut er aktuell für das chinesische Telekommunikationsunternehmen ZTE die Firmenzentrale in Form einer „Welle“. Das Projekt mit dem Namen „Shenzhen Wave“ befindet sich aktuell im Bau. Außerdem im Bau befinden sich das Hotelresort „Sanya Horizons“ auf der Insel Hainan in China und das Luxus-Boutique Hotel „Abacan Resort“ auf der Insel Mactan, auf den Philippinen. Der Entwurf von „Sanya Horzions“ vereint zwei Hotels in einem Bauwerk, so dass das restliche Gelände als natürliche Landschaft erhalten bleibt.
Neben seiner Tätigkeit als Architekt hat Scheeren Ausstellungen konzipiert wie Cities on the Move in der Londoner Hayward Gallery und ist in Sammlungen wie der des Museum of Modern Art in New York vertreten. Im Dezember 2022 eröffnete im  ZKM | Zentrum für Kunst und Medien in Karlsruhe außerdem die monografische Ausstellung ole scheeren : spaces of life, die dem Architekten gewidmet ist.

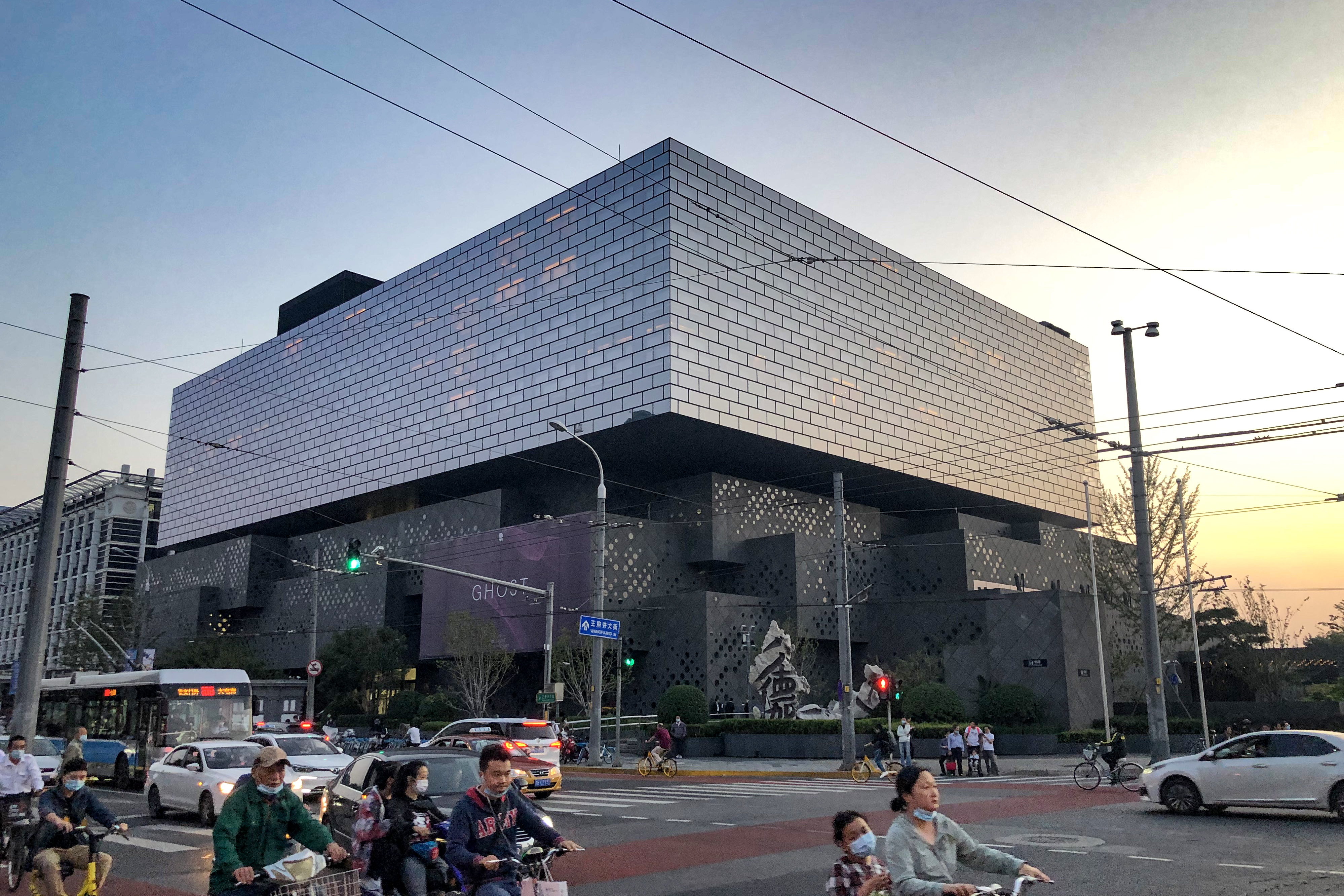
Das Auktionshaus Guardian Art Center in Peking.

Scheeren lebte seit 2004 in Peking und war von 2007 bis 2012 mit der Schauspielerin Maggie Cheung liiert.

## Auszeichnungen
- 2023: CTBUH «10 Year Award» für The Interlace[26]
- 2021: Urban Habitat Award für DUO in Singapur[27]
- 2019: CTBUH Award of Excellence für MahaNakhon[28]
- 2018: CTBUH Award of Excellence für DUO[29]
- 2015: World Building of the Year für The Interlace [30]
- 2014: Urban Habitat Award für seinen Wohnkomplex The Interlace in Singapur (erstmals 2014 verliehen)[31]
- 2010: Best Architecture – Asia Pacific Property Awards (The Interlace)
- 2008: Best Building Site – Wallpaper (CCTV)
- 2008: Best New Global Design – International Architecture Awards (CCTV)
- 2000: RIBA Silver Medal (Royal Institute of British Architects)[32]

## Film
- Megacitys – Bauen für Millionen. Aus der WDR-Reihe: Quarks und Co. Gespräch mit Video-Einspielungen, Deutschland, 2013, 44 Min. (Inhaltsangabe).
- „Deutsche Architekten in China“, Deutschland, 2016, Direktor: Rainer Traube, Produktion: DW-TV (Deutsche Welle), Veröffentlichung: 31. September 2016 by DW-TV (Deutsche Welle).
- „Biennale Venezia 2012“, Deutschland, 2012, Direktor: Werner Herzog, Produktion: DW-TV (Deutsche Welle).
- „Faszination Wolkenkratzer - CCTV in Peking“, Deutschland, 2009, 30 min., Direktor: Horst Brandenburg, Produktion: ARTE Television, Launch: 5 July 2009 by ARTE Television.